# Imogolite

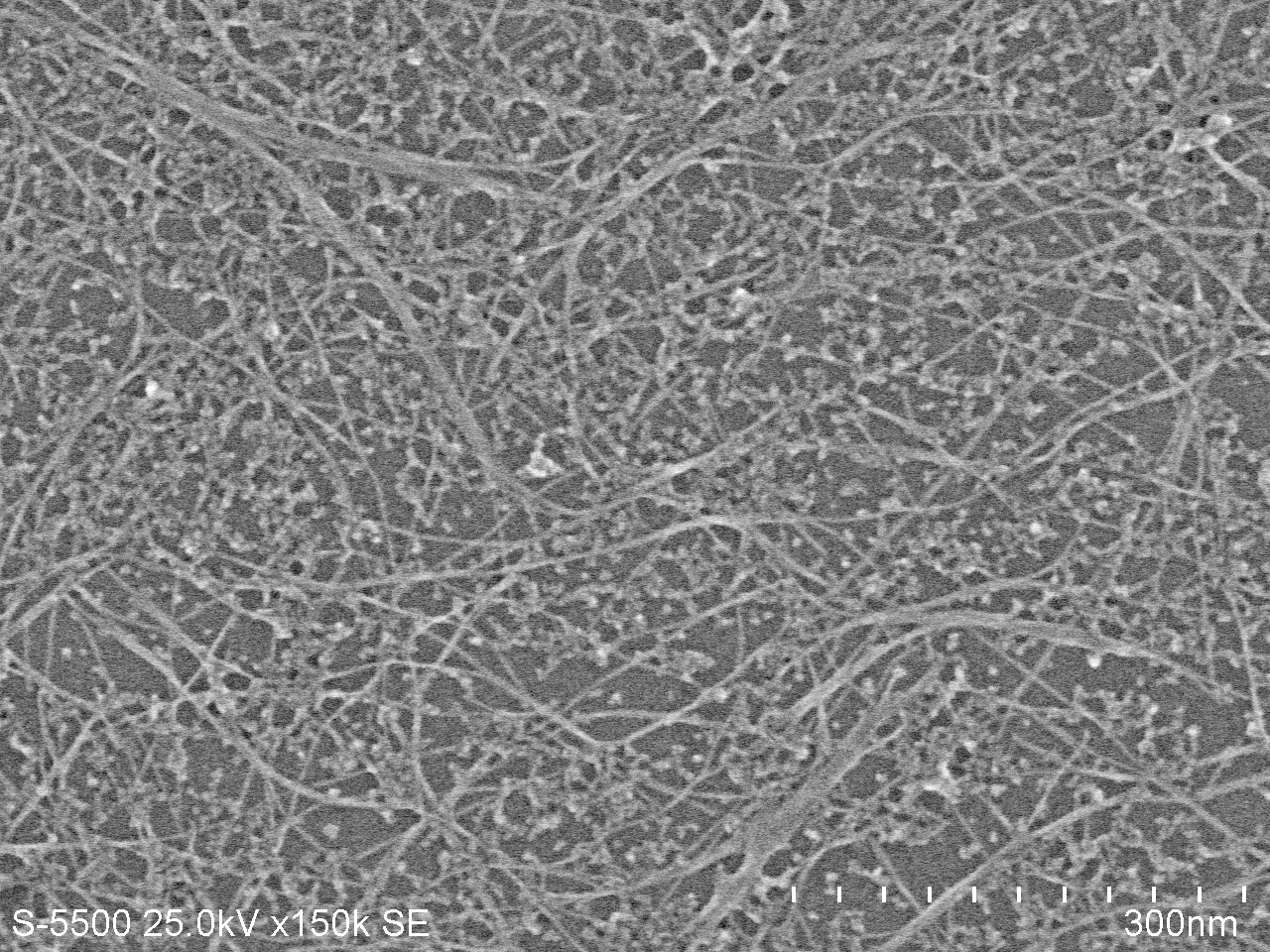
Micrografia mostrando os nanotubos de uma imogolite sintética.

Imogolite (ou imogolita) é um mineral de argila do grupo das alofanas, constituído por silicatos de alumínio hidratados, com a fórmula química ideal Al
2SiO
3(OH)
4
, que ocorre em solos formados pela meteorização e alteração de cinzas vulcânicas.

## Descrição
Foi descrito em 1962 pelos pedólogos japoneses Naganori Yoshinaga e Shigenori Aomine a partir de uma amostra recolhida em Uemura, prefeitura de Kumamoto, Kyūshū (Japão). O nome tem origem na palavra japonesa イモゴ,  imogo, que designa os solos amarelo-acastanhados derivados da alteração de cinzas vulcânicas. Ocorre em andossolos e noutros solos de origem vulcânica junto com alofanas, quartzo, cristobalite, gibbsite, vermiculite e limonite.
A imogolite consiste numa rede de nanotubos com um diâmetro externo de ca. 2 nm e um diâmetro interno de ca. 1 nm. As paredes do tubo são formadas por folhas contínuas de  Al(OH)
3
 (gibbsite) e grupos de aniões de ortossilicato (O
3SiOH
). Devido à sua estrutura tubular, disponibilidade natural e baixa toxicidade, a imogolite tem aplicações potenciais em materiais compósitos poliméricos, armazenamento de gás combustível, absorventes e como suporte de catalisadores em produtos químicos de catálise.

### Estrutura
A estrutura atómica da imogolite foi publicada em 1972, demonstrando que a imogolite apresenta uma forma tubular bem definida com um diâmetro monodisperso de aproximadamente 2 nm. Assim, a imogolite pode ser considerada como uma nanopartícula natural ou mesmo um nanomineral.
A imogolite apresenta uma estrutura nanotubular que consiste numa camada octaédrica de iões de alumínio na parte externa do tubo e uma camada tetraédrica de iões de silício na parte interna. Ao contrário da maioria dos minerais de argila, a camada tetraédrica não é composta de um conjunto de iões de silício compartilhando ligações Si-O-Si. Os átomos de silício estão ligados à camada octaédrica por três ligações Si-O-Al e estão isolados uns dos outros. Esta estrutura local muito particular é facilmente reconhecível por espectroscopia de RMN do silício.

### Síntese
Uma imogolite sintética, análoga química e estrutural à imogolite natural, foi produzida em laboratório em 1977, muito antes de terem sido sintetizados pela primeira vez nanotubos de carbono em 1990. Desde então, muitas mudanças na estrutura e composição das imogolites sintéticas foram obtidas em laboratório, permitindo à ciência dos materiais explorar a grande diversidade de características físico-químicas e propriedades de integração com outros materiais e processos.
Em 1982 foi realizada uma síntese em que os átomos de silício foram substituídos por átomos de germânio, que conduziu à obtenção de novos nanotubos análogos às imogolites, as Ge-imogolites. Desde então, muitas técnicas laboratoriais e industriais foram desenvolvidas para sintetizar Ge-imogolites em grandes quantidades, de fazer variar a forma (parede simples ou dupla), o comprimento dos tubos (micrométricos ou nanométricos) e a sua cristalinidade (estrutuar lacunar).
Estas Ge-imogolites de características variáveis e síntese controlada têm permitido grandes avanços no entendimento dos mecanismos de formação das imogolitas e de outras argilas do grupo da alofanas, na busca de novas propriedades e no estudo da toxicologia e ecotoxicologia dos nanomateriais.
Em 2011 foi obtida por síntese na Universidade Politécnica de Turim, uma imogolite híbrida apresentando uma cavidade recoberta por grupos Si-CH3.
Foram também sintetizados nanotubos de imogolite dopados com ferro para tubos à base de silício, de germânio e híbridos.

### Grupo das alofanas
A imogolite está incluída no seguinte grupo de minerais e mineraloides:
- Alofana

Al2O3•(SiO2)−•(H2O)−
- Hisingerite

Fe2Si2O5(OH)4•2(H2O)
- Imogolite

Al2SiO3(OH)4
- Neotocite (ou neotokite)

(Mn,Fe)SiO3•(H2O)
- Zinalsite

Zn2AlSi2O5(OH)4•2(H2O)